# Hopea pterygota
Hopea pterygota là một loài thực vật thuộc họ Dipterocarpaceae. Đây là loài đặc hữu của Malaysia.